# Sukhoi Su-11
O Sukhoi Su-11 (Russo: Сухой Су-11); (OTAN: Fishpot-C) é avião de intercepção da União Soviética utilizado nos anos de 1960. É considerado como uma atualização de seu predecessor Sukhoi Su-9, possuindo similaridades com o MiG-21. Nunca foi exportado, sendo produzido 108 unidades.

## Desenvolvimento
Inicialmente considerado como projeto similar ao caça alemão Messerschmitt Me-262 pelo protótipo possuir asa em formato de flecha e dois motores turbojatos, o qual foi destruído em um teste em 3 de junho de 1949, o Su-15 foi redesenhado como um caça inteiramente novo após a revitalização da Sukhoi no anos de 1950.
O Sukhoi Su-11 teve seu desenvolvimento como parte da resolução da URSS CM para fomento do MAI, juntamente com outros departamentos de defesa. O objetivo do projeto era o desenvolvimento de um novo caça tático e interceptador, ambos baseados no turbojato AL-7F.  Feito sobre a estrutura do Sukhoi Su-9, buscando retificar os problemas e necessidades apresentados pelos testes do ministério de defesa soviético, o Su-11 pode ser considerado com uma atualização, não diferindo muito de seu predecessor.
Partindo de recomendações do TsAGI, estudos em túnel de vento foram realizados para designação do tipo de asa, sendo testados configurações em formato de flecha e delta. Frente as necessidades de atualização do Su-9, foram desenvolvido o programa do Su-11. Não há diferenciações pesadas no design inicial do Su-11 comparado ao seu predecessor, com exceção a abstenção de flaps de freios, nariz alongado com maior cone para entrada de ar e sistema revisado de células de combustível.

## Design
Sua fuselagem é similar ao Sukhoi Su-9, modificando a aérea alar de 20.2m2 para 24.2m2. Possuía um motor turbojato de pós-combustão Lyulka AL-7F-1, podendo carregar canhões de até 37mm em cada asa ou mísseis AAMs como o K-8M.  Seu sistema de disparo, em geral, possuía um míssil com busca infravermelho e outro por radar, podendo carregar até dois mísseis de cada tipo em quatro pilones aeronáuticos. Era equipado com um Radar Oryol para possibilidade de uso de mísseis em missões de interceptação, sistema de aviso de radar Sirena-2 e assento ejetor KS-3.
O piloto senta em uma canopy em formato de bolha, possibilitando boa visibilidade durante voo. Possuía possibilidade de uso em qualquer condição climática, mas era militado a vários equipamentos terrestres para aplicabilidade tática.

## História Operacional
O Suhkoi Su-11 nunca foi exportado, não possuindo experiência em qualquer tipo de conflito durante a Guerra Fria. Era utilizado para abater intrusos no espaço aéreo soviético, sendo confirmado apenas derrubada de balões. Devido a obscuridade e inexistências de fontes, não há possibilidade de reconhecimento que tenha sido utilizado para abater alguma aeronave.
Foi pouco produzido e teve como rival direto o Yakovlev Yak-28. Foi substituído pelo Sukhoi Su-15 e outras aeronaves mais modernas ao passar do tempo.

## Especificações (Su-11)

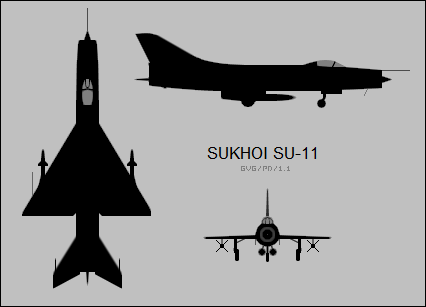
Sinueta do Su-11

Sukhoi

### Características Gerais
- Tripulação: 1 (piloto).
- Comprimento: 10,5 m  (34,4 ft).
- Envergadura: 8,43 m (27,7 ft).
- Altura: 3,6 m (11,8 ft).
- Área alar: 11,8 m² (127 ft²).
- Peso vazio: 6 300 kg (13 900 lb).
- Peso c/ carga máx.: 6 500 kg (14 300 lb).
- Motor: 1 × turbojato Lyulka AL-7F-1 .

### Performance
- Velocidade máxima: 3 000 km/h (1 620 kn).
- Velocidade de cruzeiro: 890 km/h (480 kn).
- Alcance de travessia: 900 km (559 mi).

### Armamentos
Mísseis
- 1x N-37(N-45).
- 2x NS-23.
- K-8.